# Foundations of Computational Mathematics
Foundations of Computational Mathematics, abrégé en Found. Comput. Math. voire FoCM, est une revue mathématique à évaluation par les pairs, publiée par Springer. Elle a pour sous-titre The Journal of the Society for the Foundations of Computational Mathematics. La « Society for the Foundations of Computational Mathematics » (abrégé en SFoCS) aime s’appeler elle-même « Foundations of Computational Mathematics » et appelle alors son journal « Journal of Foundations of Computational Mathematics ».
Le journal publie des articles de recherche à l'interaction entre les mathématiques et l'algorithmique. Les thèmes principaux sont les relations entre les ordinateurs modernes et la théorie mathématique classique : analyse, topologie, géométrieet algèlbre et le processus de calcul impliqués. Les articles publiés relèvent principalement des thèmes suivants :
Analyse numérique, informatique, équations aux dérivées partielles, géométrie algébrique, recherche opérationnelle et programmation mathématique, systèmes dynamiques et théorie ergodique, algèbre linéaire, multilinéaire et théorie des matrices.
Le journal est indexé, et les articles sont résumés dans les bases de données usuelles de Springer, et notamment Mathematical Reviews, Zentralblatt MATH et DBLP.
Le facteur d'impact est, en 2018, de 2,58 d'après le site de la revue.
Les rédacteurs en chef du journal sont, depuis sa création en 2001 :
- Michael Shub (2001–2002).
- Peter Olver (2002–2008).
- Arieh Iserles (2002–2011).
- Michael Todd (2008–2011).
- Felipe Cucker (de) (2011–2017).
- Albert Cohen (2014–maintenant).
- Hans Munthe-Kaas (2017-maintenant).